# Ивановка (Россошанский район)
Ивановка — село в Россошанском районе Воронежской области России. Входит в состав Новокалитвенского сельского поселения.

## География
Село находится в южной части Воронежской области, в степной зоне, к югу от реки Дон, на расстоянии примерно 27 километров (по прямой) к юго-востоку от города Россошь, административного центра района. Абсолютная высота — 194 метра над уровнем моря.
Часовой пояс
Село Ивановка, как и вся Воронежская область, находится в часовой зоне МСК (московское время). Смещение применяемого времени относительно UTC составляет +3:00.

## Население
| 1859 | 1897  | 2010 |
| ---- | ----- | ---- |
| 1432 | ↗1540 | ↘353 |

Гендерный состав
По данным Всероссийской переписи населения 2010 года в гендерной структуре населения мужчины составляли 43,9 %, женщины — соответственно 56,1 %.
Национальный состав
Согласно результатам переписи 2002 года, в национальной структуре населения русские составляли 50 %, украинцы — 49 %.

## Инфраструктура
В селе функционируют основная общеобразовательная школа, фельдшерско-акушерский пункт (структурное подразделение Россошанской районной больницы), сельский клуб, библиотека и отделение Почты России.

## Улицы
Уличная сеть села состоит из 10 улиц, 8 переулков и одной площади.